# 東洲斎写楽

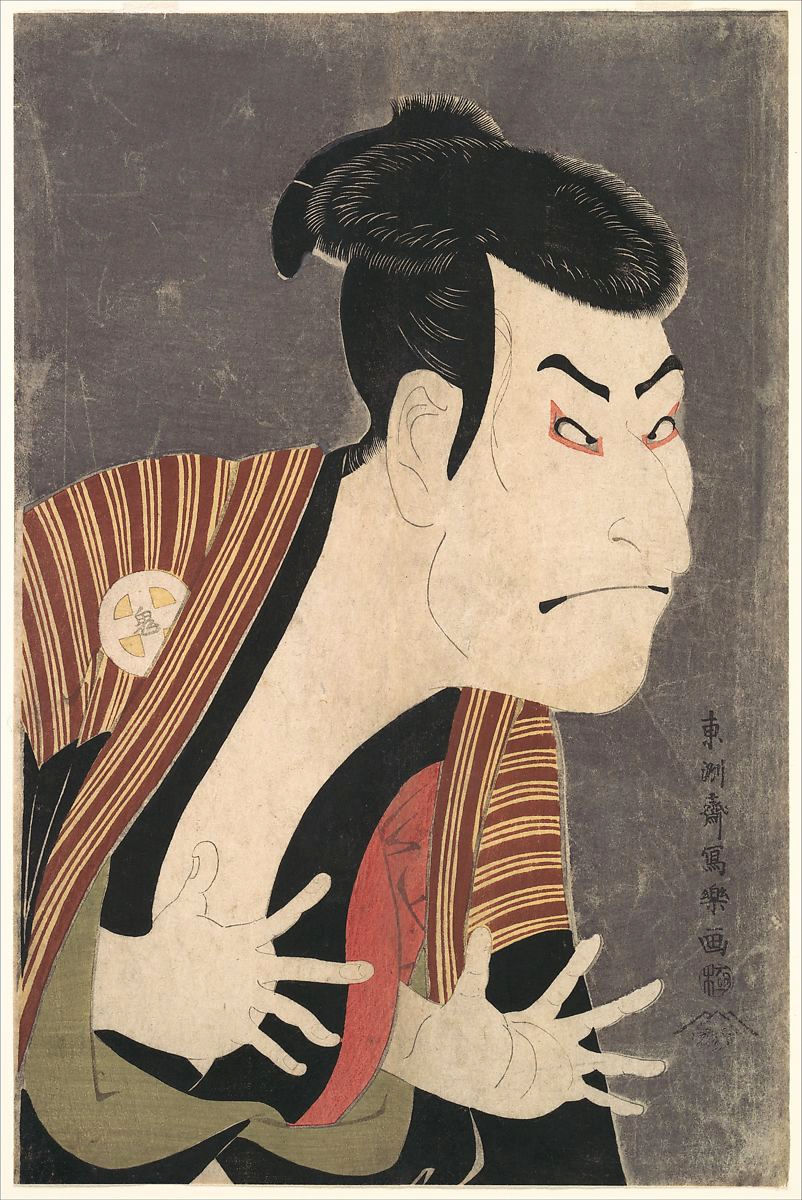
三代目大谷鬼次の奴江戸兵衛（寛政6年〈1794年〉5月河原崎座上演の『恋女房染分手綱』より）

東洲斎 写楽（とうしゅうさい しゃらく、とうじゅうさい しゃらく、生没年不詳）は、江戸時代後期の浮世絵師。
約10か月の短い期間に役者絵その他の作品を版行したのち、忽然と姿を消した謎の絵師として知られる。その出自や経歴については様々な研究がなされ、阿波徳島藩主蜂須賀家お抱えの能役者斎藤十郎兵衛（さいとう じゅうろべえ、宝暦13年（1763年） - 文政3年（1820年））とする説が有力。

## 来歴

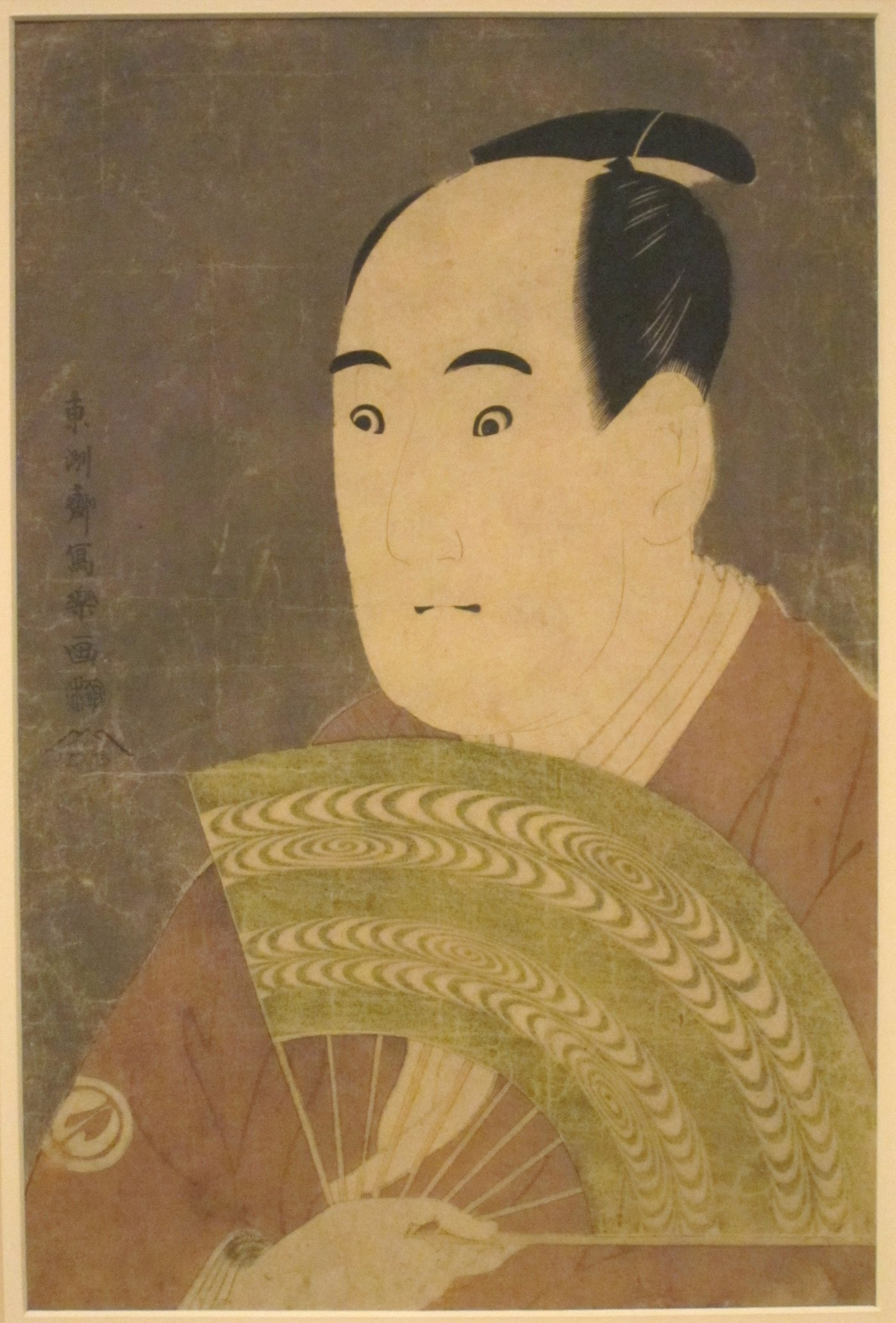
三代目澤村宗十郎の大岸蔵人（寛政6年5月都座上演の『花菖蒲文禄曽我』より）

### 画業
写楽は寛政6年（1794年）5月から翌年の寛政7年（1795年）1月にかけての約10か月の期間（寛政6年には閏11月がある）内に、145点余の作品を版行している。
寛政6年5月に刊行された雲母摺、大判28枚の役者の大首絵は、デフォルメを駆使し、目の皺や鷲鼻、受け口など顔の特徴を誇張してその役者が持つ個性を大胆かつ巧みに描き、また表情やポーズもダイナミックに描いたそれまでになかったユニークな作品であった。その個性的な作品は強烈な印象を残さずにはおかない。代表作として、「市川蝦蔵の竹村定之進」、「三代坂田半五郎の藤川水右衛門」、「三代目大谷鬼次の奴江戸兵衛」、「嵐龍蔵の金貸石部金吉」などがあげられる。この時期の落款は全て「東洲斎写楽画」である。
寛政6年7月から刊行された雲母摺、大判7枚の二人立ちの全身像、1枚の一人立ち図及び細判の単色背景による一人立ち図30枚から成る第2期の落款は「東洲斎写楽画」である。いずれも緊張感のある画面構成であった。寛政6年11月からの第3期は顔見世狂言に取材した作品58図、役者追善絵2点、相撲絵2種4図（3枚続1種と一枚絵1種）の合計64図を制作、間判14図及び大判3枚続相撲絵以外の47図は全て細判であった。何れの作品も雲母は使用せず、背景の描写が取り込まれており、その背景が連続した組物が多い。芸術的な格調は低く、「東洲斎写楽画」及び「写楽画」の2種の落款がみられる。第4期は寛政7年正月の都座、桐座の狂言を描いた細判10枚の他、大判相撲絵2枚、武者絵2枚の合計14図を刊行、落款は全て「写楽画」である。
役者絵は基本的に画中に描かれた役者の定紋や役柄役処などからその役者がその役で出ていた芝居の上演時期が月単位で特定できることから、これにより作画時期を検証することが現在の写楽研究の主流をなしている。
写楽作品はすべて蔦屋重三郎の店から出版された（挿図の左下方に富士に蔦の「蔦屋」の印が見える）。その絵の発表時期は4期に分けられており、第1期が寛政6年（1794年）5月（28枚、全て大版の黒雲母摺大首絵）、第2期が寛政6年7月・8月（二人立ちの役者全身像7枚、楽屋頭取口上の図1枚、細絵30枚）、第3期が寛政6年11月・閏11月（顔見世狂言を描いたもの44枚、間版大首絵10枚、追善絵2枚）、第4期（春狂言を描いたもの10枚、相撲絵2枚を交える）が寛政7年（1795年）1・2月とされる。写楽の代表作といわれるものは大首絵の第1期の作品である。後になるほど急速に力の減退が認められ、精彩を欠き、作品における絵画的才能や版画としての品質は劣っている。前期（1、2期）と後期（3、4期）で別人とも思えるほどに作風が異なることから、前期と後期では別人が描いていた、またあまりに短期間のうちに大量の絵が刊行されたことも合わせて工房により作品が作られていたとする説もある。
作品総数は役者絵が134枚、役者追善絵が2枚、相撲絵が7枚、武者絵が2枚、恵比寿絵が1枚、役者版下絵が9枚、相撲版下絵が10枚確認されている。2008年に写楽作とみられる肉筆の役者絵が確認された（後述）。
写楽の役者絵には勝川春章、鳥居清長、勝川春好、勝川春英及び上方の流光斎如圭、狩野派、曾我派などの画風の影響が指摘されている。

### 写楽の正体
『江戸名所図会』などで知られる考証家・斎藤月岑が天保15年（1844年）に著した『増補浮世絵類考』には、「写楽斎」の項に「俗称斎藤十郎兵衛、八丁堀に住す。阿州侯の能役者也」（通名は斎藤十郎兵衛といい、八丁堀に住む、阿波徳島藩主蜂須賀家お抱えの能役者である）と書かれている。長くこれが唯一の江戸時代に書かれた写楽の素性に関する記述だった。当時の八丁堀には、徳島藩の江戸屋敷が存在し、その中屋敷に藩お抱えの能役者が居住していた。また、蔦屋重三郎の店も写楽が画題としていた芝居小屋も八丁堀の近隣に位置していた。“東洲斎”という写楽のペンネームも、江戸の東に洲があった土地を意味していると考えれば、八丁堀か築地あたりしか存在しない。
しかし、長らく斎藤十郎兵衛の実在を確認できる史料が見当たらず、また能役者にこれほどの見事な絵が描ける才能があるとは考えづらかったことから、「写楽」とは誰か他の有名な絵師が何らかの事情により使用した変名ではないかという「写楽別人説」が数多く唱えられるようになった。蔦屋が無名の新人の作を多く出版したのは何故か、前期と後期で大きく作品の質が異なるうえ、短期間で活動をやめてしまったのは何故か、などといった点が謎解きの興味を生んだ。
別人説の候補として絵師の初代歌川豊国、歌舞妓堂艶鏡、葛飾北斎、喜多川歌麿、司馬江漢、谷文晁、円山応挙、歌舞伎役者の中村此蔵、洋画家の土井有隣、戯作者でもあった山東京伝、十返舎一九、俳人の谷素外、版元の蔦屋重三郎、西洋人画家など、多くの人物の名があげられた。
しかし以下の研究によって斎藤十郎兵衛の実在が確認され、八丁堀に住んでいた事実も明らかとなり、平成時代には再び写楽＝斎藤十郎兵衛説が有力となっている。その根拠は以下の諸点である。
1. 能役者の公式名簿である『猿楽分限帖』や能役者の伝記『重修猿楽伝記』に、斎藤十郎兵衛の記載があることが確認されている。
2. 蜂須賀家の古文書である『蜂須賀家無足以下分限帳』及び『御両国（阿波と淡路）無足以下分限帳』の「御役者」の項目に、斉藤十郎兵衛の名が記載されていたことが確認されている。
3. 江戸の文化人について記した『諸家人名江戸方角分』の八丁堀の項目に「号写楽斎 地蔵橋」との記録があり、八丁堀地蔵橋に“写楽斎”と称する人物が住んでいたことが確認されている[注 7]。なお、国立国会図書館に所蔵される同書の写本には文政元年（1818）７月５日に書写された旨の奥書があるが、八丁堀地蔵橋の写楽斎の項には当該人物が故人であることを示す記号が付されており、斎藤十郎兵衛が文政3年（1820年）まで存命であったことと齟齬をきたしている[26][注 8][注 9]。
4. 埼玉県越谷市の浄土真宗本願寺派今日山法光寺[注 10]の過去帳に「八丁堀地蔵橋 阿州殿御内 斎藤十良（郎）兵衛」が文政3年（1820年）3月7日に58歳で死去し、千住にて火葬されたとの記述が平成9年（1997年）に発見され、阿波藩に仕える斎藤十郎兵衛という人物が八丁堀地蔵橋に住んでいたことが確認されている。斎藤十郎兵衛が住んでいた八丁堀地蔵橋は現在の日本橋茅場町郵便局の辺りになる。

以上のことから、阿波の能役者である斎藤十郎兵衛という人物が実在したことは間違いないと考えて良さそうだが、齋藤月岑の記した写楽が斎藤十郎兵衛であるという記述を確実に裏付ける資料は発見されていない。ただし、『浮世絵類考』の写本の一部には「写楽は阿州の士にて斎藤十郎兵衛といふよし栄松斎長喜老人の話なり」とある。栄松斎長喜は写楽と同じ蔦屋重三郎版元の浮世絵師であり、写楽のことを実際に知っていたとしてもおかしくはない（長喜の作品「高島屋おひさ」には団扇に写楽の絵が描かれている）。
なお八丁堀の亀島橋たもとにある東京都中央区土木部が設置した「この地に移住し功績を伝えられる人物」の案内板には、東洲斎写楽と伊能忠敬が紹介されている。

## 作品

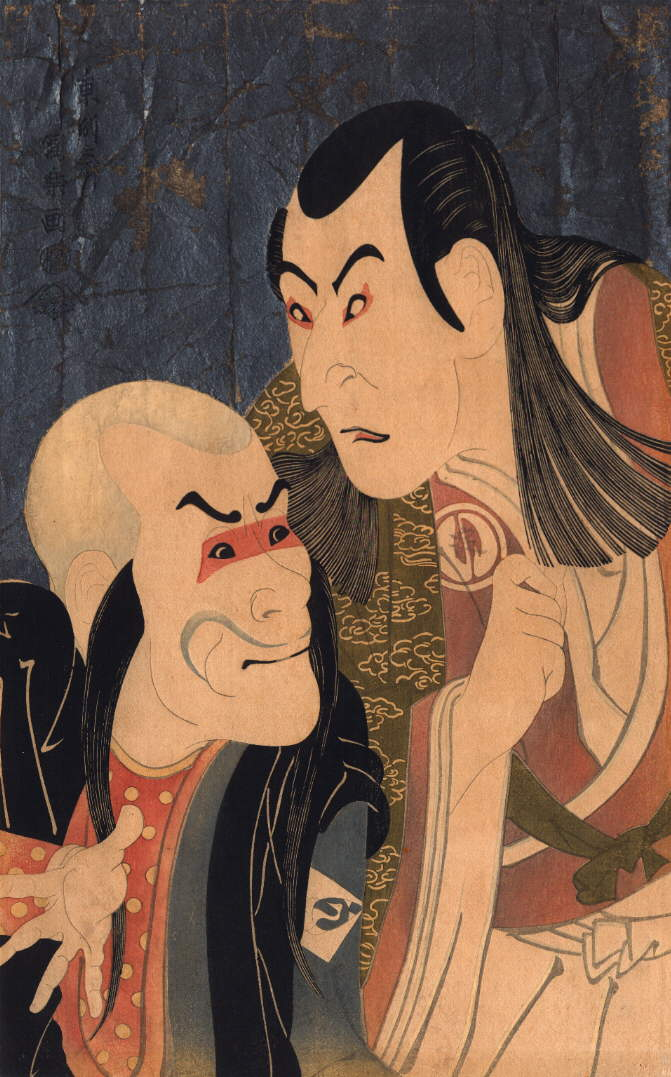
二代目沢村淀五郎の川連法眼と初代坂東善次の鬼佐渡坊（寛政6年5月河原崎座上演の『義経千本桜』より）

### 第一期
都座『花菖蒲文禄曽我』取材作品
- 「二代目瀬川富三郎の大岸蔵人の妻やどり木」 大判 寛政6年 東京国立博物館、城西大学水田美術館、山口県立萩美術館・浦上記念館、ギメ東洋美術館、ブリュッセル王立美術歴史博物館、大英博物館などが所蔵、現存確認数11点
- 「二代目嵐龍蔵の金貸石部金吉」 大判 寛政6年 東京国立博物館、山種美術館、平木浮世絵美術館 UKIYO-e TOKYO、中右コレクション、城西大学水田美術館、ホノルル美術館、ブルックリン美術館、シカゴ美術館、ウースター美術館、イェール大学美術館、ギメ東洋美術館、大英博物館などが所蔵、現存確認数22点
- 「三代目佐野川市松の祇園町の白人おなよ」 大判 寛政6年 大英博物館所蔵
- 「三代目瀬川菊之丞の田辺文蔵妻おしづ」 大判 寛政6年 山口県立萩美術館・浦上記念館所蔵
- 「三代目沢村宗十郎の大岸蔵人」 大判 寛政6年 大英博物館所蔵

桐座『敵討乗合話』取材作品
- 「松本米三郎のけはい坂の少将実はしのぶ」 大判 寛政6年 城西大学水田美術館、中右コレクション、ボストン美術館、メトロポリタン美術館、ホノルル美術館、キヨッソーネ東洋美術館、ユゲット・ベレスコレクション、ギメ東洋美術館、大英博物館などが所蔵、現存確認数17点
- 「四代目松本幸四郎の山谷の肴屋五郎兵衛」 大判 寛政6年
- 「三代目市川高麗蔵の志賀大七」 大判 寛政6年 大英博物館所蔵
- 「中山富三郎の宮城野」 大判 寛政6年 東京国立博物館所蔵
- 「初代尾上松助の松下造酒之進」 大判 寛政6年
- 「中島和田右衛門のぼうだら長左衛門と中村此蔵の舟宿かな川やの権」 大判 寛政6年 大英博物館所蔵

河原崎座『恋女房染分手綱』、『義経千本桜』取材作品
- 「四代目岩井半四郎の乳人重の井」 大判 寛政6年 東京国立博物館、城西大学水田美術館、中右コレクション、ギメ東洋美術館、大英博物館などが所蔵、現存確認数13点
- 「初代谷村虎蔵の鷲塚八平次」 大判 寛政6年 東京国立博物館、城西大学水田美術館、平木浮世絵美術館 UKIYO-e TOKYO、ホノルル美術館、ハーバード大学美術館、大英博物館などが所蔵、現存確認数13点
- 「岩井喜代太郎の鷺坂左内妻藤波と坂東善次の鷲塚官太夫妻小笹」 大判 寛政6年 浮世絵 太田記念美術館、城西大学水田美術館などが所蔵、現存確認数3点[32]
- 「三代目大谷鬼次の奴江戸兵衛」 大判 寛政6年 東京国立博物館、大英博物館所蔵
- 「市川鰕蔵の竹村定之進」 大判 寛政6年 慶應義塾所蔵 重要文化財

### 第二期
都座『傾城三本傘』
- 「三代目瀬川菊之丞の傾城かつらぎ」 細判 寛政6年 城西大学水田美術館などが所蔵、現存確認数6点
- 「二代目嵐龍蔵の不破が下部浮世又平」 細判 寛政6年 城西大学水田美術館などが所蔵、現存確認数3点
- 「篠塚浦右衛門の都座口上図」 大判 寛政6年 東京国立博物館所蔵

桐座『神霊矢口渡』、『四方錦故郷旅路』取材作品
- 「八代目森田勘弥の由良兵庫之介信忠」 細判 寛政6年 城西大学水田美術館などが所蔵、現存確認数5点
- 「三代目市川高麗蔵の亀屋忠兵衛と中山富三郎の新町のけいせい梅川」 大判 寛政6年 東京国立博物館所蔵

河原崎座『二本松陸奥生長』取材作品
- 「三代目大谷鬼次の川島治部五郎」 細判 寛政6年 東京国立博物館所蔵
- 「市川男女蔵の富田兵太郎」 細判 寛政6年 シカゴ美術館所蔵

### 第三期
桐座『男山御江戸盤石』取材作品
- 「天王寺屋里好」 間判 大英博物館所蔵
- 「三世瀬川菊之丞の大和万歳実は白拍子久かた」細判
- 「二世中村仲蔵の才蔵実は荒巻耳四郎」 細判
- 「六世市川団十郎の荒川太郎」 間判
- 「二世中島三甫右衛門と中村富十郎 二世市川門之助」 間判2枚続
- 「大童山土俵入り」 大判3枚続 相撲絵

### 第四期
- 「市川鰕蔵の工藤祐経 三世市川八百蔵の十郎祐成 六世市川団十郎の五郎時宗」 細判3枚続
- 「大童山の鬼退治」 大判

### 肉筆画

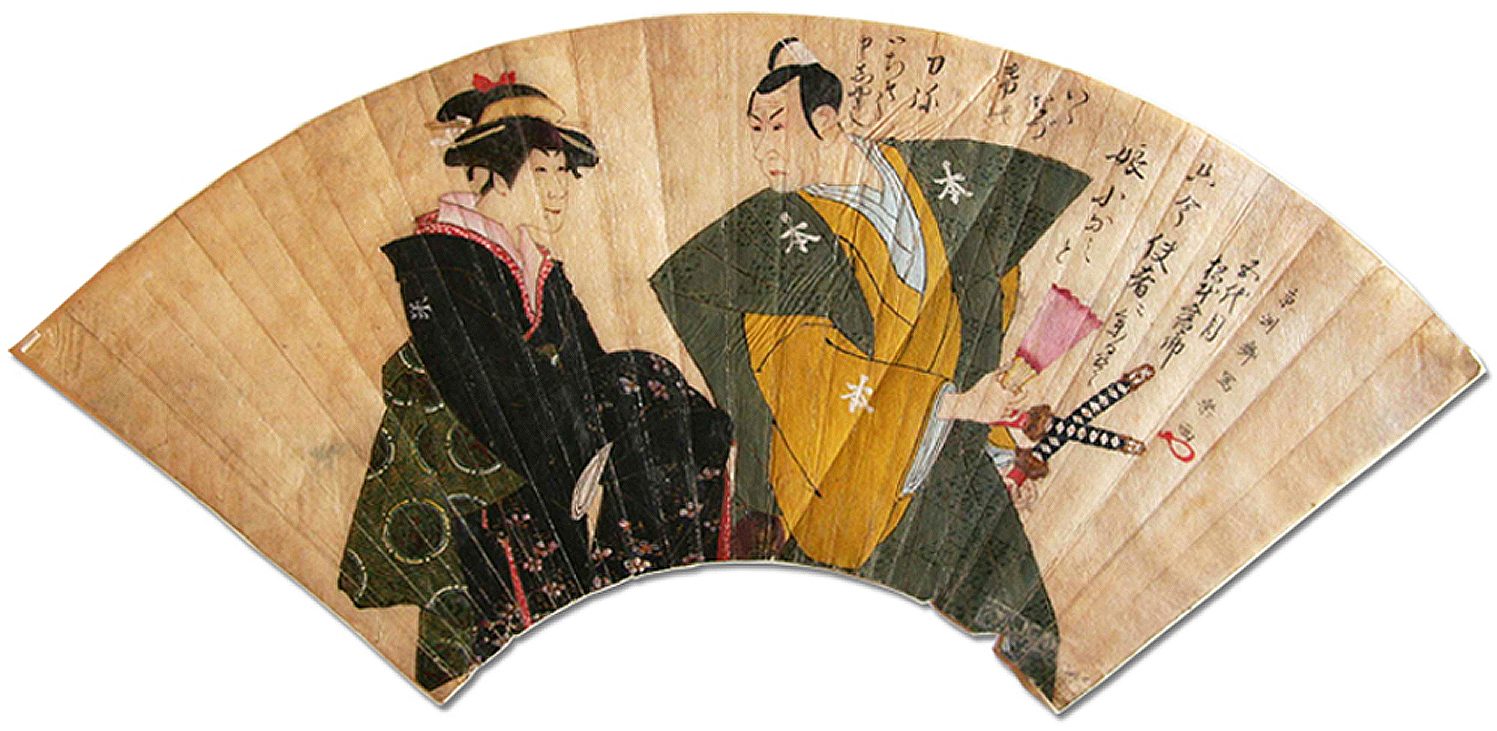
「四代目松本幸四郎の加古川本蔵と松本米三郎の小浪」（ギリシア国立コルフ･アジア美術館収蔵）

2008年、ギリシャの国立コルフ・アジア美術館が収蔵する浮世絵コレクションに対して日本の研究者（小林忠ら）が学術調査を行い、写楽の署名のある肉筆扇面画『四代目松本幸四郎の加古川本蔵と松本米三郎の小浪』が確認された、と発表した。絵柄の場面は寛政7年5月（1795年6月）に江戸河原崎座で上演された『仮名手本忠臣蔵』の配役と一致することから、従来写楽が姿を消したと思われていた1795年初頭以後に描かれたものと推定されている。画中に筆跡から後世の持ち主が書き加えたと見られる、四代目幸四郎を五代目幸四郎とし、小波ではなく妻・戸無瀬に言う台詞を書き付けるなど「明らかな誤記」が見られる。また、筆致は繊細で、少なくとも二度は改装され若干周囲を切り取られており、現在の状態では窮屈な印象を受ける。しかし、写楽の版画作品に通じる美化を捨象した面貌表現、二人の人物の感情表現の的確さ、絵の具の鮮麗さ配合の妙、など鑑定上の不自然さが感じられない。特に写楽画のほぼ全てに共通する耳の描き方も、線が一本化している部分がある以外は全く同じ描法で、幸四郎の他の顔の皺の本数や特徴も、四代目幸四郎を描いた写楽の版画作品4点と同様である。描かれている場面も、通常は描かれていない特異な場面で、後世の捏造の可能性は低い。落款も花押の終筆部分に筆者が故意につけた三つ葉のクローバーのような突起を持ち、この特異な特徴は後述の「老人図」と共通する。写楽筆と伝わる肉筆画は数点知られているが、多くの専門家が確実と認めた作品はこれのみとされる。
反面、この肉筆扇面画の鑑定に疑問を呈する見解もある。『新版 歌舞伎事典』の「東洲斎写楽」の項目は鑑定した小林忠の執筆だが、「版下絵とされる役者群像9点と相撲絵10点の素描、および若干の肉筆画が報告されているが、写楽真筆と公認されるまでには至っていない」と、自説が受け入れられていないのを認めている。
中嶋修は『〈東洲斎写楽〉考証』で、明治以降写楽の贋作が版画・版下絵・肉筆画問わず大量に作られたことを指摘した上で、ギリシャの扇面画ではないものの『老人図』の発見状況を取り上げ、「瀬川菊之丞、団十郎白猿、芳澤あやめ、宮古路豊後掾などの歌舞伎界諸名人の自筆短冊も一緒に出て来た」という設定自体、明治以降の写楽評価に基づくもので、真筆の可能性は皆無としている。こうした見解を受けてか、『最新 歌舞伎大事典』の「東洲斎写楽」の項目でも、「写楽の作品は、2008年に発見の扇面画をはじめ真贋が十分に検討されているとは言い難く、歌舞伎資料として利用するには注意を要する」と、鑑定に慎重な姿勢を示している。

## 評価
写楽は寛政6年5月の芝居興行に合わせて28点もの黒雲母摺大首絵とともに大々的にデビューを果たしたが、絵の売れ行きは芳しくなかったようである。特定の役者の贔屓からすればその役者を美化して描いた絵こそ買い求めたいものであり、特徴をよく捉えているといっても容姿の欠点までをも誇張して描く写楽の絵は、とても彼らの購買欲を刺激するものではなかったのである。しかも描かれた役者達からも不評で、『江戸風俗惣まくり』（別書名『江戸沿革』、『江戸叢書』巻の八所収）によれば、「顔のすまひのくせをよく書いたれど、その艶色を破るにいたりて役者にいまれける」と記されている。
全作品の版元であった蔦屋重三郎と組んで狂歌ブームを起こした狂歌師の大田南畝は、「これは歌舞妓役者の似顔をうつせしが、あまり真を画かんとてあらぬさまにかきなさせし故、長く世に行はれず一両年に而止ム」（仲田勝之助編校『浮世絵類考』より）、役者をあまりにもありのままに描いたからすぐに流行らなくなったと写楽の写実的な姿勢を評している。ただし南畝の著した原撰本の『浮世絵類考』には岩佐又兵衛から始まって三十数名の絵師の名と略伝を記すが、そのなかで写楽のことを取り上げたのは、少なくとも南畝から見て写楽は無視できない絵師だったことを示しているという見方もある。
ドイツの美術研究家ユリウス・クルトはその著書『SHARAKU』（明治43年（1910年））の中で、写楽のことを称賛し、これがきっかけで大正頃から日本でもその評価が高まった。しかし写楽の役者絵が版行された当時においては、写楽よりも同時代の初代豊国描くところの役者絵が受け入れられたのであり、中山幹雄は勝川春英や初代豊国、歌川国政などの描いた役者絵と比べた上で、写楽を次のように評している。

## 影響
写楽の役者絵は歌舞妓堂艶鏡、水府豊春、歌川国政などに影響を与えている他、栄松斎長喜も写楽に似た画風の役者絵を制作している。
かつてイギリスで制作された人形特撮番組サンダーバードでは、トレーシー家のラウンジでジェフが座る背後上部に「二代目瀬川富三郎の大岸蔵人の妻やどり木」、向かって右壁面に「四代目岩井半四郎の乳人重の井」、更にデスク脇のサイドパネル部分には「中村勘蔵の馬子寝言の長蔵」が、それぞれ飾られている。

## 世界三大肖像画家の真偽
一般には写楽の評価に関して、ドイツの美術研究家ユリウス・クルトがその著書『Sharaku』のなかで、写楽のことをレンブラントやベラスケスと並ぶ「世界三大肖像画家」と称賛し、これがきっかけで大正頃から日本でもその評価が高まった、との説明が流布している。
しかし、『Sharaku』の1910年刊行初版、1922年刊行改訂増補版、及び1994年刊行の日本語訳版『写楽 SHARAKU』のいずれにおいても、クルトによる序文並びに本文に「世界三大肖像画家」「レンブラント」「ベラスケス」に関する記述は見られない。日本語訳版『写楽 SHARAKU』においては楢崎宗重の推薦文（帯）並びに翻訳者定村忠士による解題に「世界三大肖像画家」への言及はあるが、これは一般論として述べたものであり、クルト自身の文章を引用したものではない。
『Sharaku』以外のクルトの著作や、明治・大正頃の国外の浮世絵文献からも同趣旨の文言は見つかっておらず、後述のようにこの評価は根拠がない。
岸文和（同志社大学文学部）は2002年論文で次のように指摘している。
『写楽 SHARAKU』の日本語訳に当たった定村忠士は、1995年に別の書籍で次のように指摘している。
中嶋修は「調べることができた中で」と断った上で「レンブラント、ベラスケス」という言葉が入った写楽論文の初出として
仲田勝之助「東洲斎写楽」（『美術画報』1920年6月号）を挙げている。
佐々木幹雄も、仲田勝之助の著書『写楽』（アルス、1925年）で、仲田個人の見解としてレンブラントやベラスケスに比肩する世界的肖像画家として写楽を紹介したことが「クルトが認定した三大肖像画家」に改変されて一人歩きを始めてしまったと指摘している。アルス美術叢書による巻末の広告には「浮世絵史上の重鎮として独逸のクルト博士の詳しい研究により写楽が一躍レンヴラントやベラスクエスさへ比肩すべき世界的一大肖像画家たる栄誉を負ふに至つた」という仲田勝之助の本文中にはない一文が存在する。
及川茂は「こういう文章はクルトの著作には存在せず、後世の粉飾の気配がある」と断っている。
美術編集者富田芳和は「クルトの『写楽』ではひとことも書かれていない文言が、日本人のだれかによって、クルトの写楽観を象徴する言葉としてつくり上げられ、一人歩きし、いつの間にか研究者の間で使い回しされる」という事態が生まれたと論じている。
作家高井忍は、1950年代に近藤市太郎が前述の仲田勝之助の評をクルトの見解だと取り違えて紹介し、「世界三大肖像画家」の評価の出典をクルトの著書とする説明が日本国内に広まって定着するのは榎本雄斎の著作『写楽――まぼろしの天才』（新人物往来社、1969年）以降だと主張している。
世界三大肖像画家をクルトの言説だと紹介した最も早い事例には藤森成吉著『知られざる鬼才天才』（春秋社、1965年）所収の「宮川長春」がある。藤森は高橋誠一郎の著書『浮世絵二百五十年』（中央公論社、1938年）の写楽記事を引用した上で、次のように述べている。
しかし、現存するクルトの著作にはこうした言説はなく、高橋もクルトの説だったとは書いていない。藤森は高橋による評価をクルトの著作からの引用だと誤認して、クルト自身は主張していない言説に対して批判を加えたのである。仮にこの言説の初見が藤森の著作をさかのぼることができないなら、世界三大肖像画家をクルトの言説だとする誤認は写楽を過大評価として批判する立場の側から広がったということになる。
瀬木慎一は、「世界三大肖像画家」については言及していないものの「読みもしないで、クルト、クルトとしきりに援用するのは危険である」と苦言を呈している。
英語版WikipediaのSharakuの項には"Kurth ranked Sharaku's portraits with those of Rembrandt and Velázquez"との記載があるが、出典として挙がっているのはクルトの著作ではなく、東洋美術史家ヒューゴ・ムンスターバーグ（1916-1995）の1982年の著作『The Japanese Print: A Historical Guide 』と近藤市太郎の1955年の著作の英訳『Toshusai Sharaku』である。スペイン語版WikipediaのTōshūsai Sharakuの項にも同趣旨の記載があるが、出典として挙がっているのは日本国内のイベントの広報である。
「世界三大肖像画家」として写楽を紹介することは1930年代から前述の高橋誠一郎らの使用例がある。評価が定着する以前には、レオナルド・ダ・ヴィンチ、ベラスケスと共に「世界三大肖像画家」とする説や、レンブラントやデューラーにも比すべき偉大さを認められたとする説、クルトの『SHARAKU』によって「世界最大の肖像画家レムブラント、或は、彼以上の肖像画家」と賞賛されたとする説などがあった。
ジェームズ・ミッチェナーは1954年の著書『The Floating World』の中で、写楽の作品をレンブラント、ベッリーニ、ベラスケス、ホルバインに匹敵する肖像画だと賞賛している。
なお、「世界三大肖像画家」をベラスケスに替えてルーベンスを加える説も流布している。

## 写楽を題材とした作品
著作
- 近藤啓太郎著『しやらくせえ あほくせえ』（1979年、角川書店）
- 高橋克彦著『写楽殺人事件』 （1983年、講談社→1986年、講談社文庫）
- 池田満寿夫・川竹文夫共著『これが写楽だ 池田満寿夫推理ドキュメント』（1984年、日本放送出版協会）
- フランキー堺著『写楽道行』（1986年、文芸春秋→1989年、文春文庫）
- 梅原猛著『写楽仮名の悲劇』 （1987年、新潮社→1991年、新潮文庫）
- 明石散人・佐々木幹雄著『東洲斎写楽はもういない』（1990年、講談社→1993年、講談社文庫）
- 清水義範著『金鯱の夢』（1992年、集英社）
- 泡坂妻夫著『写楽百面相』（1993年、新潮社→1996年、新潮文庫→2005年、文春文庫）
- 磯田啓二著『偽小説東洲斎写楽』（1993年、三一書房）
- 皆川博子著『写楽』（1994年、角川書店→2020年、角川文庫）
- 石森史郎著『東洲斎写楽 Sharaku,who?』（1996年、五月書房）
- 島田荘司著『写楽 閉じた国の幻（上下）』 （2010年、新潮社→2013年、新潮文庫）
- 鯨統一郎著『新・日本の七不思議』 （2011年、東京創元社）
- 高井忍著『浮世絵師の遊戯 新説東洲斎写楽』 （2016年、文芸社）
- 野口卓著『大名絵師写楽』 （2018年、新潮社）
- 吉川永青著『写楽とお喜瀬』 （2019年、NHK出版）
- 森明日香著『写楽女』 （2022年、角川春樹事務所）

映画
- 篠田正浩監督『写楽』 （1995年、松竹） - 原作：皆川博子、写楽：真田広之
- 山﨑達璽監督『宮城野』 （2008年）- 原作：矢代静一、写楽とおぼしき男：國村隼

ラジオドラマ
- 『写楽はどこへ行った』 （1966年、日本放送協会） - 原作：大岡信、演出：沖野瞭

テレビドラマ
- NHK劇場『写楽はどこへ行った』 （1968年、日本放送協会） - 原作：大岡信、演出：遠藤利男、音楽：湯浅譲二、写楽：佐藤慶

テレビ番組
- NHK特集『池田満寿夫推理ドキュメント 謎の絵師・写楽』（1984年、日本放送協会）
- ハイビジョン特集 天才画家の肖像 「謎の浮世絵師 ～ 東洲斎写楽」 （2008年、日本放送協会）
- NHKスペシャル『浮世絵ミステリー 写楽〜天才絵師の正体を追う〜』（2011年、日本放送協会）
写楽が斎藤十郎兵衛とほぼ断定するに至るまでの研究成果を紹介するとともに、歌舞伎役者の中村獅童がナビゲーターとなり、劇中劇で写楽を演じたほか自ら研究者の許へ取材に出向いた。

舞台
- 『戯伝写楽―その男、十郎兵衛―』（2011年・2012年） - 脚本：中島かずき、演出：中屋敷法仁、斎藤十郎兵衛：宮野真守

ミュージカル
- DNA-SHARAKU（2016年）

漫画
- 『銀平飯科帳』（河合単）
この作品では現代からタイムスリップした美大生の3人が分担（絵を描く、版を掘る、掘った版に色を塗って刷る）して浮世絵を描き、絵に感動した芦谷重三郎が絵と彫りを担当した二人の名前から一字ずつ取った「写楽」の雅号を頂いた設定になっている。
- 石ノ森章太郎著『死やらく生―佐武と市捕り物控の長編エピソード』 （1983年、中央公論新社）
- 石ノ森章太郎著「写楽」
- 石ノ森章太郎著「東洲斎写楽捕者帳之内・早春殺」